# Sūrbāq
Sūrbāq (persiska: سورِه بَرق, سور ياتاق, سورباق, سُربَخ, Sūreh Barq) är en ort i Iran.   Den ligger i provinsen Östazarbaijan, i den nordvästra delen av landet, 400 km nordväst om huvudstaden Teheran. Sūrbāq ligger 1 892 meter över havet och antalet invånare är 231.
Terrängen runt Sūrbāq är kuperad. Runt Sūrbāq är det ganska glesbefolkat, med 38 invånare per kvadratkilometer. Närmaste större samhälle är Ārmūdāq, 9,3 km väster om Sūrbāq. Trakten runt Sūrbāq består i huvudsak av gräsmarker.